# ایگور زلنای
ایگور زلنای (انگلیسی: Igor Zelenay؛ زادهٔ ۱۰ فوریهٔ ۱۹۸۲) تنیس‌باز سابق اهل اسلواکی است.